# Lucas, Texas
Lucas là một thành phố thuộc quận Collin, tiểu bang Texas, Hoa Kỳ. Năm 2010, dân số của xã này là 5166 người.

## Dân số
- Dân số năm 2000: 2890 người.
- Dân số năm 2010: 5166 người.